# Krigaren
Krigaren (engelska: The Warrior) är en brittisk-indisk-fransk-tysk äventyrsfilm från 2001 i regi av Asif Kapadia.

## Utmärkelser
Filmen vann Alexander Korda Award for Best British Film 2003.

## Rollista i urval
- Irrfan Khan - Lafcadia
- Aino Annuddin - Biswas
- Noor Mani - Riaz
- Nanhe Khan - Guerriero
- Puru Chibber - Katiba